# Olpium socotraense
Olpium socotraense är en spindeldjursart som beskrevs av Volker Mahnert 2007. Olpium socotraense ingår i släktet Olpium och familjen Olpiidae. Inga underarter finns listade i Catalogue of Life.